# Mistrzostwa Świata w Lekkoatletyce 2007 – rzut oszczepem mężczyzn

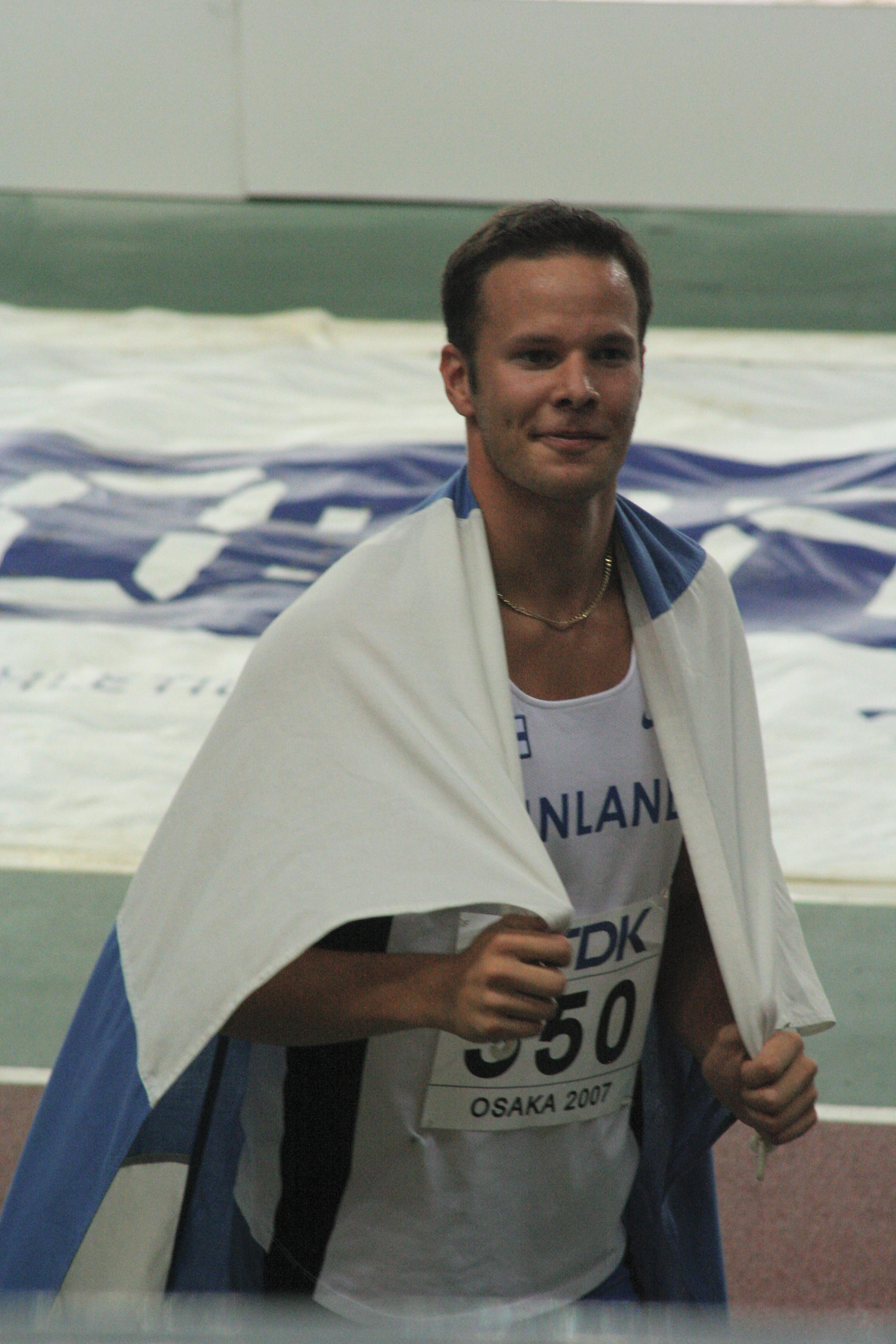
Mistrz świata

Rzut oszczepem mężczyzn – jedna z konkurencji rozegranych podczas 11. Mistrzostw Świata w Lekkoatletyce w roku 2007 na stadionie Nagai w Osace.
Eliminacje rzutu oszczepem rozegrano w piątek 31 sierpnia. Finał odbył się dwa dni później – 2 września. Złoty medal zdobył reprezentant Finlandii Tero Pitkämäki. Jedyny Polak w konkursie – Igor Janik – uplasował się na siódmej pozycji.

## Rekordy
Tabela przedstawia najlepsze w historii wyniki uzyskane na poszczególnych kontynentach oraz podczas mistrzostw świata według stanu przed zawodami.
| Rekord świata                                  | Jan Železný (CZE)        | 98,48 m | Jena, Niemcy                    | 25.05.1996 |
| Rekord mistrzostw                              | Jan Železný (CZE)        | 92,80 m | Edmonton, Kanada                | 12.08.2001 |
| Rekord Afryki                                  | Marius Corbett (RSA)     | 88,75 m | Kuala Lumpur, Malezja           | 21.09.1998 |
| Rekord Ameryki Południowej                     | Edgar Baumann (PAR)      | 84,70 m | San Marcos, Stany Zjednoczone   | 17.10.1999 |
| Rekord Ameryki Północnej, Środkowej i Karaibów | Breaux Greer (USA)       | 91,29 m | Indianapolis, Stany Zjednoczone | 21.06.2007 |
| Rekord Azji                                    | Kazuhiro Mizoguchi (JPN) | 87,60 m | San Jose, Stany Zjednoczone     | 27.05.1989 |
| Rekord Europy                                  | Jan Železný (CZE)        | 98,48 m | Jena, Niemcy                    | 25.05.1996 |
| Rekord Oceanii                                 | Gavin Lovegrove (NZL)    | 88,20 m | Oslo, Norwegia                  | 05.07.1996 |

## Eliminacje
Do zawodów przystąpiło 35 oszczepników z 22 krajów. Sportowcy w rundzie eliminacyjnej zostali podzieleni na 2 grupy. Aby dostać się do finału, w którym startowało 12 zawodników, należało rzucić co najmniej 82,00 m (Q). W przypadku gdyby rezultat ten osiągnęła mniejsza liczba oszczepników lub gdyby żaden ze startujących nie uzyskał minimum, kryterium awansu były najlepsze wyniki uzyskane przez startujących (q). Sportowców podzielono na dwie grupy kwalifikacyjne: A i B. Awans uzyskało po 6 najlepszych z każdej grupy.
| * wyniki podawane w metrach |

### Grupa A
| Poz. | Zawodnik            | Reprezentacja     | Rezultat | Uwagi |
| ---- | ------------------- | ----------------- | -------- | ----- |
| 1    | Breaux Greer        | Stany Zjednoczone | 86,78    | Q     |
| 2    | Tero Järvenpää      | Finlandia         | 84,35    | Q SB  |
| 3    | Magnus Arvidsson    | Szwecja           | 84,17    | Q     |
| 4    | Andreas Thorkildsen | Norwegia          | 82,33    | Q     |
| 5    | Teemu Wirkkala      | Finlandia         | 79,82    | q     |
| 6    | Ēriks Rags          | Łotwa             | 79,79    | q     |
| 7    | Gerhardus Pienaar   | Południowa Afryka | 79,30    |       |
| 8    | Igor Suchomlinow    | Rosja             | 79,05    |       |
| 9    | Joshua Robinson     | Australia         | 78,48    |       |
| 10   | Siergiej Makarow    | Rosja             | 78,22    |       |
| 11   | Stuart Farquhar     | Nowa Zelandia     | 78,08    | SB    |
| 12   | Pablo Pietrobelli   | Argentyna         | 74,81    |       |
| 13   | Stephan Steding     | Niemcy            | 74,61    |       |
| 14   | Miroslav Guzdek     | Czechy            | 74,13    |       |
| 15   | Stefan Müller       | Szwajcaria        | 71,48    |       |
| 16   | Marko Jänes         | Estonia           | 69,65    |       |
| 17   | Csongor Olteán      | Węgry             | 64,44    |       |

### Grupa B
| Poz. | Zawodnik               | Reprezentacja     | Rezultat | Uwagi |
| ---- | ---------------------- | ----------------- | -------- | ----- |
| 1    | Vadims Vasiļevskis     | Łotwa             | 87,37    | Q     |
| 2    | Guillermo Martínez     | Kuba              | 82,99    | Q     |
| 3    | Aleksandr Iwanow       | Rosja             | 82,42    | Q     |
| 4    | John Robert Oosthuizen | Południowa Afryka | 82,06    | Q     |
| 5    | Igor Janik             | Polska            | 80,83    | q     |
| 6    | Tero Pitkämäki         | Finlandia         | 80,62    | q     |
| 7    | Peter Esenwein         | Niemcy            | 79,62    |       |
| 8    | Ainārs Kovals          | Łotwa             | 79,42    |       |
| 9    | Qin Qiang              | Chiny             | 77,71    |       |
| 10   | Yukifumi Murakami      | Japonia           | 77,63    | SB    |
| 11   | Jarrod Bannister       | Australia         | 77,57    |       |
| 12   | Scott Russell          | Kanada            | 77,54    |       |
| 13   | Andrus Värnik          | Estonia           | 75,96    | SB    |
| 14   | Alexon Maximiano       | Brazylia          | 75,15    |       |
| 15   | Víctor Fatecha         | Paragwaj          | 73,55    |       |
| 16   | Eric Brown             | Stany Zjednoczone | 73,07    |       |
| 17   | Felix Loretz           | Szwajcaria        | 71,27    |       |
| 18   | Gabriel Wallin         | Szwecja           | 70,61    |       |

## Finał
| Pozycja | Zawodnik               | Rezultat | Uwagi |
| ------- | ---------------------- | -------- | ----- |
|         | Tero Pitkämäki         | 90,33    |       |
|         | Andreas Thorkildsen    | 88,61    |       |
|         | Breaux Greer           | 86,21    |       |
| 4       | Vadims Vasiļevskis     | 85,19    |       |
| 5       | Aleksandr Iwanow       | 85,18    |       |
| 6       | John Robert Oosthuizen | 84,52    | PB    |
| 7       | Igor Janik             | 83,38    | PB    |
| 8       | Tero Järvenpää         | 82,10    |       |
| 9       | Guillermo Martínez     | 82,03    |       |
| 10      | Magnus Arvidsson       | 81,98    |       |
| 11      | Ēriks Rags             | 80,01    |       |
| 12      | Teemu Wirkkala         | 78,01    |       |